# Юлияна Дончева
Юлияна Дончева Недкова е телевизионна водеща, автор на книги, бизнес дама.

## Биография
Започва телевизионната си кариера в италианската телевизия RAI 2 през 1990 г. След завръщането си в  България, става автор и водещ на предаванията "Звезди в ефира" по БНТ, "Стил" по БНТ, "Извън контрол"-политическо предаване по тв Евроком. Участва и в предаването "В неделя с..." по БНТ, "Високи токчета"по Бтв. Автор и водещ на политическото предаване "Пресечна точка"по ТВ7.
Юлияна Дончева Недкова е народен представител (2001 – 2005) с листата на НДСВ, като  заместник-председател на парламентарната група на НДСВ, а след това и на парламентарната коалиционна група на отцепилата се партия „Новото време“.
Юлияна Дончева се кандидатира 2 пъти от „Новото време“ за кмет:
- на София – събира 1,24% от гласовете (2007);
- на Велико Търново – с 15,3% излиза на 3-то място (2011).

Юлияна Дончева е завършила природо-математическа гимназия в Шумен и Университета по архитектура, строителство и геодезия по специалност „Геодезия, картография, фотограметрия“, специализира евроинтеграция и МИО в Университета за национално и световно стопанство.
Юлияна Дончева Недкова е автор на три книги: Код червено: Моята истина за храната, Код червено: Ботокс в ума и романа Пътят.
Носител на Орден на Звездата на италианската солидарност през 2005 година, връчен от Президента на Италия Карло Чампи.
Юлияна Дончева Недкова е официален представител за България на световноизвестна италианска марка за дрехи и обувки.

#### Личен живот
Юлияна Дончева след развода си с Горан Петков, от когото има син, се омъжва за председателя на БФ по ММА Станислав Георгиев Недков - Стъки⁩, от когото също има син.